# Willi Beuster (Gewerkschafter)
Willi Beuster (* 20. Dezember 1898 in Bamme, Kreis Westhavelland; † 15. Dezember 1982) war ein deutscher KPD- und FDGB-Funktionär und Widerstandskämpfer gegen das NS-Regime. Er war Erster Vorsitzender des Zentralvorstandes der Industriegewerkschaft Land- und Forstwirtschaft im FDGB.

## Leben
Beuster wuchs in einer sozialdemokratischen Landarbeiterfamilie auf. Sein Vater war aktives Mitglied des Deutschen Metallarbeiter-Verbandes (DMV) und der Sozialdemokratischen Partei Deutschlands (SPD). Beuster besuchte die Volksschule und wurde 1913 Mitglied der Arbeiterjugend.
Nach einer dreieinhalbjährigen Lehrzeit war Beuster bis 1924 als Facharbeiter in der optischen Industrie in Rathenow bei „Ruhnke“ beschäftigt. Im Zuge der Wirtschaftskrise musste er anschließend mehrfach die Arbeitsstelle und den Arbeitsort wechseln. Er arbeitete in Berlin unter anderem als Bauarbeiter, Eisenbahner, Chausseearbeiter und später für längere Zeit als Landarbeiter.
Beuster trat 1916 dem DMV bei. 1928 wechselte er in den Deutschen Landarbeiterverband. Von 1931 bis 1933 war er Mitglied im Einheitsverband der Land- und Forstarbeiter (RGO), in dessen Gauleitung Provinz Brandenburg er im selben Zeitraum beschäftigt war.
1917 trat er der SPD bei, war ab 1918 Mitglied des Spartakusbundes und wurde 1919 Mitglied der neugegründeten Kommunistischen Partei Deutschlands (KPD). Er war Organisationsleiter und von 1926 bis 1933 Mitglied der Bezirksleitung Berlin-Brandenburg der KPD. In den zwanziger Jahren war er Stadtverordneter in Rathenow und Abgeordneter des Kreistages Westhavelland. 1928/29 besuchte er die Reichsparteischule der KPD in Fichtenau bei Berlin.
Nach der „Machtergreifung“ der Nationalsozialisten 1933 beteiligte er sich aktiv am Widerstand gegen das NS-Regime. 1933 und 1934 war er im Strafgefängnis Berlin-Plötzensee, im Konzentrationslager Columbia-Haus in Berlin sowie in den Konzentrationslagern Brandenburg und Oranienburg inhaftiert. 1935/36 war er Mitglied der Widerstandsgruppe „Kommune Berlin-Ost“ und mit Unterbrechung während seiner Beschäftigung in der Kunstharzpresserei in Berlin, Mühlenstraße 31–32, in der „Betriebsgruppe NO“. Zu Beginn des Zweiten Weltkrieges 1939 und erneut nach dem Attentat auf Hitler am 20. Juli 1944 war er im Konzentrationslager Sachsenhausen inhaftiert.
Im Februar 1945 wurde Beuster zum „Volkssturm“ zwangsverpflichtet und an der Oderfront eingesetzt. Am 28. Februar 1945 geriet er in Kriegsgefangenschaft, aus der er am 16. Dezember 1945 entlassen wurde.
Nach seiner Rückkehr aus der sowjetischen Gefangenschaft in Polen beteiligte sich Beuster aktiv an der Neugründung der Gewerkschaften. Ab Mitte Januar 1946 war er Sekretär des vorbereitenden Verbandsvorstandes der Gewerkschaft Land- und Forstwirtschaft der Provinz Brandenburg. Er war unermüdlich unterwegs, um unter Land- und Forstarbeitern für die neue Gewerkschaft zu werben. Beuster wurde Mitglied der SED. Auf der ersten Landesdelegiertenkonferenz im Juni 1946 wurde Beuster zum Ersten Vorsitzenden des Landesvorstandes der Industriegewerkschaft Land- und Forstwirtschaft Brandenburg gewählt. Am 1. August 1948 wurde er in den Zentralvorstand der Industriegewerkschaft Land- und Forstwirtschaft berufen. Als Hauptabteilungsleiter war er für den Bereich Schulung, Bildung, Presse und Rundfunk verantwortlich. Der Zentralvorstand der Industriegewerkschaft Land- und Forstwirtschaft wählte ihn auf der Tagung am 16./17. November 1948 in Thondorf zum Ersten Vorsitzenden der Industriegewerkschaft Land- und Forstwirtschaft in der Sowjetischen Besatzungszone.
Jedoch wurde Beuster bereits am 12. November 1949 als Vorsitzender abberufen und als hauptamtlicher Funktionär entlassen. Ihm wurde ein mangelhafter Führungsstil und schlechte Kollektivarbeit sowie „Schumacher-Tendenzen“ vorgeworfen. Im Beschluss des Sekretariats des Bundesvorstandes des FDGB vom Dezember 1949 wurde ausgeführt, dass er „gegenüber der umfangreichen Agententätigkeit in der Industriegewerkschaft Land- und Forstwirtschaft [...] einen erschreckenden Mangel an Klassenwachsamkeit an den Tag“ gelegt hätte.
Von 1950 bis 1952 war Beuster Kulturleiter des VEG Dechtow, dann 1952/53 des VEG Satzkorn. Von 1953 bis 1955 hatte er das Amt des Bürgermeisters der Gemeinde Zauchwitz inne. Von 1955 bis zu seiner Berentung im Jahre 1963 fungierte er als Leiter des Betriebsschutzes des Instituts für Landtechnik in Potsdam-Bornim.
Beuster, Veteran in Potsdam, wurde im Dezember 1968 mit dem Vaterländischen Verdienstorden in Bronze ausgezeichnet.